# محمدحسین علی‌آبادی
محمدحسین علی‌آبادی (۱۲۸۸ تهران- ۱۳۷۴ تهران) حقوقدان، استاد دانشگاه و معاون پارلمانی در دولت ملی محمد مصدق، شاعر و نویسنده بود.

## تولد و تحصیلات
محمدحسین علی‌آبادی فرزند حبیب‌الله در سال ۱۲۸۸در تهران به دنیا آمد. پس از اتمم تحصیلات دوره متوسطه در دارالفنون به مدرسه سیاسی رفته و در رشتهٔ حقوق و علوم سیاسی لیسانس گرفت. علی آبادی سپس برای ادامه تحصیل به فرانسه رفته و توانست دیپلم علوم سیاسی، لیسانس حقوق از دانشکده پاریس کسب کند. او از پایان‌نامه دکترای دولتی حقوق خود با عنوان «علمی ساختن اصول میثاق جامعه ملل و کارهای کمیته ۲۸ نفری» دفاع کرده و موفق به اخذ مدرک دکترای حقوق دولتی از دانشکده حقوق پاریس شد. 

## فعالیت‌ها یاداری و دانشگاهی
او پس از بازگشت به ایران در وزارت دادگستری مشغول به فعالیت شده و به سمت مستشار استیناف در اصفهان و کرمان و به سمت ریاست اداره حقوقی وزارت دادگستری فعالیت نمود.
دکتر علی آبادی در دانشگاه تهران به تدریس و تعلیم دانشجویان نیز اشتغال داشته و در سال ۱۳۲۸ به سمت استادی در دانشکده حقوق و علوم سیاسی دانشگاه تهران می‌رسد. وی در دانشکدهٔ حقوق (تاریخ حقوق) و در رشتهٔ اقتصاد (پول و بانک) را به دانشجویان تدریس می‌کرد.

وی یکی از شعرای خوش‌قریحه معاصر بود و اشعار زیادی از وی انتشار یافت که از جمله آنها قطعهٔ معروف خاکستر و مادر می‌باشد. از دیگر آثارش می‌توان به کتاب «علل شکست جامعه ملل» اشاره کرد.

## فعالیت سیاسی
دکتر علی‌آبادی در کابینهٔ دکتر محمد مصدق به معاونت پارلمانی نخست‌وزیر تعیین گردید ولی پس از مدت کوتاهی استعفا داد.

## درگذشت
علی‌آبادی در آخرین هفته اسفندماه ۱۳۷۴ در سن ۸۷ سالگی در تهران درگذشت.